# Yokohama Hammerhead
Yokohama Hammerhead (jap. 横浜ハンマーヘッド Yokohama Hanmāheddo) – kompleks położony w Naka w Jokohamie, który został otwarty 31 października 2019 roku. Składa się z terminalu statków pasażerskich, obiektu handlowego i hotelu (InterContinental Yokohama Pier 8). Nazwa obiektu „Hammerhead” pochodzi od historycznego reliktu przemysłowego „Hammerhead Crane” (ハンマーヘッドクレーン, żurawia młotowego).
Nabrzeże obok kompleksu umożliwia przyjmowanie dużych statków pasażerskich (wycieczkowców), które zawijają do portu w Jokohamie, ponieważ samo Molo Ōsanbashi nie jest w stanie ich wszystkich obsłużyć, dlatego też przed budową kompleksu, opracowano plan zabezpieczenia przed trzęsieniami ziemi, poszerzenia i pogłębienia nabrzeża.

## Historia
Budowa rozpoczęła się w czerwcu 2018 roku. W czerwcu 2019 ogłoszono, że kompleks będzie nosił nazwę „Yokohama Hammerhead”. Częściowe otwarcie kompleksu zostało pierwotnie zaplanowane na wiosnę tego samego roku, ale okres budowy został przedłużony o sześć miesięcy i został otwarty 31 października tego samego roku.

## Galeria

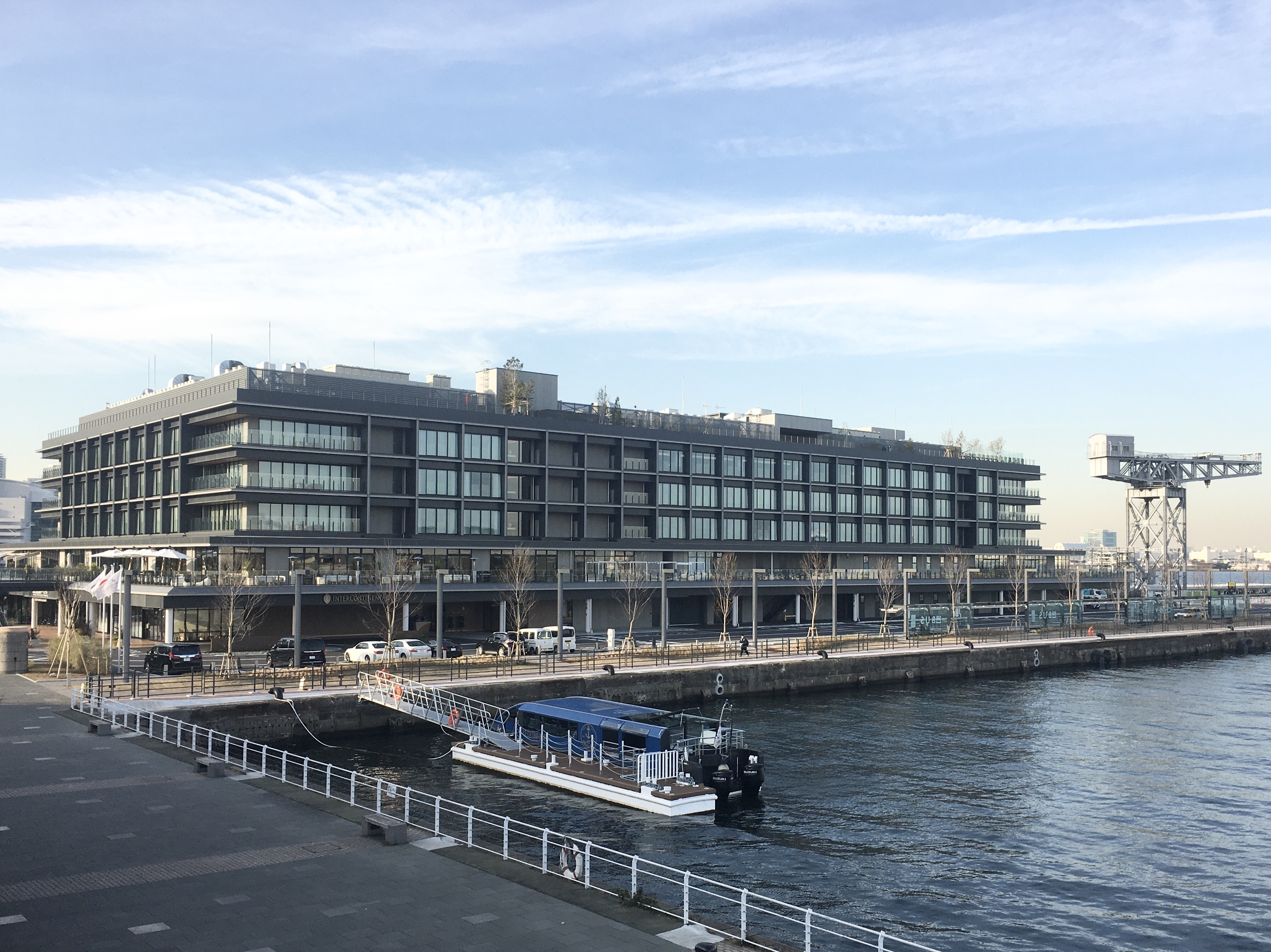
Kompleks Yokohama Hammerhead
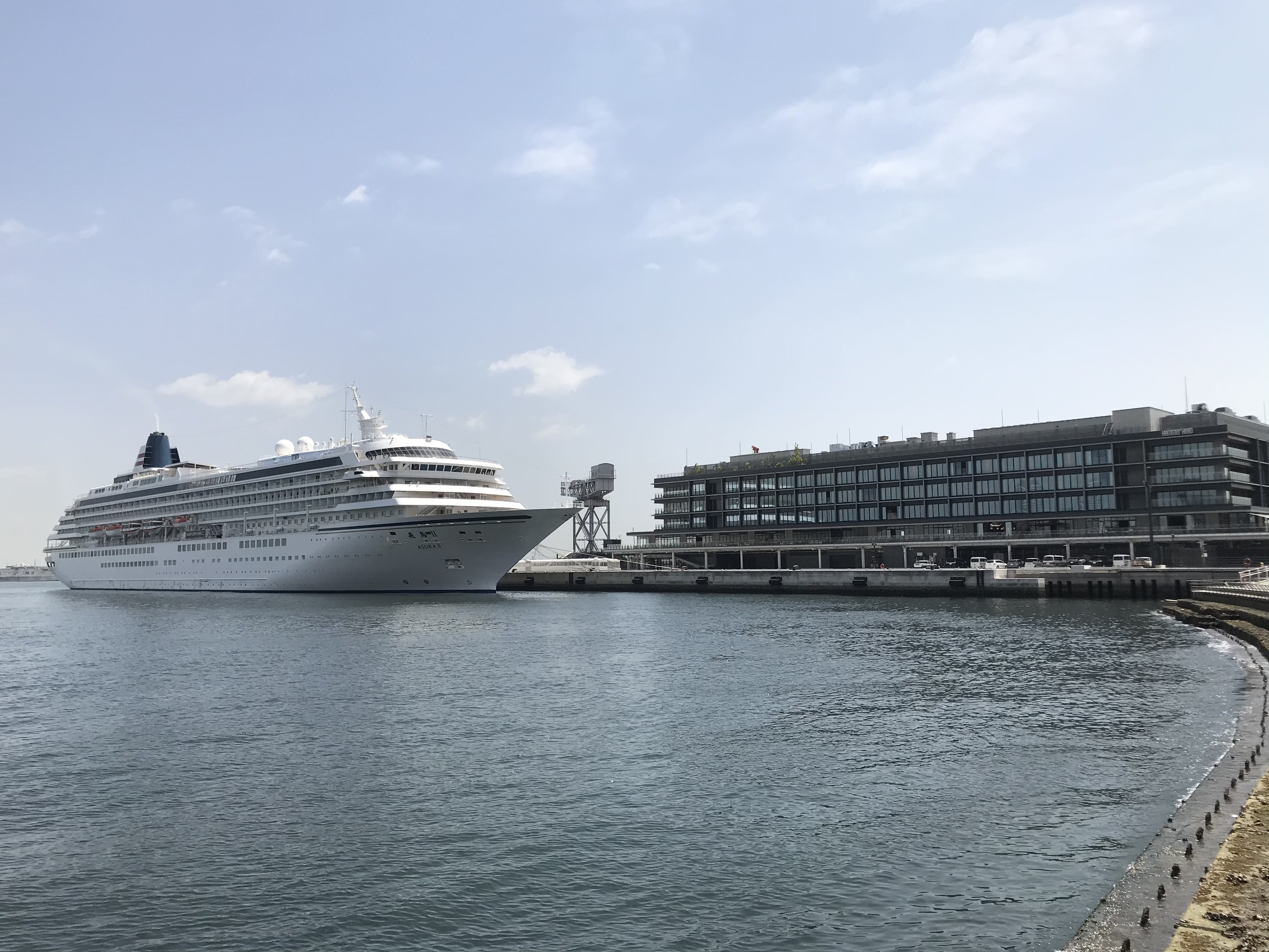
Statek cumujący do nabrzeża przy kompleksie
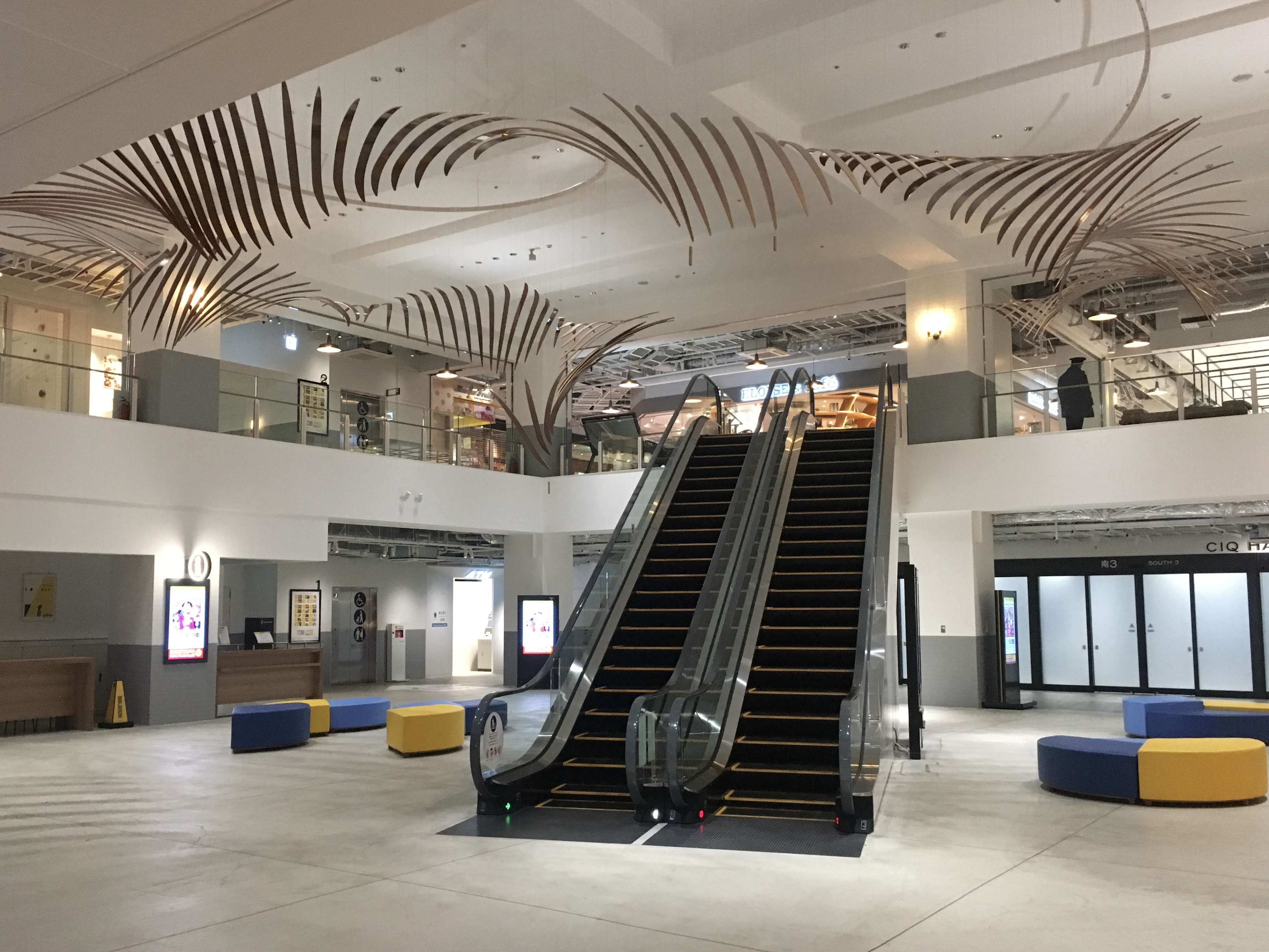
Wnętrze kompleksu
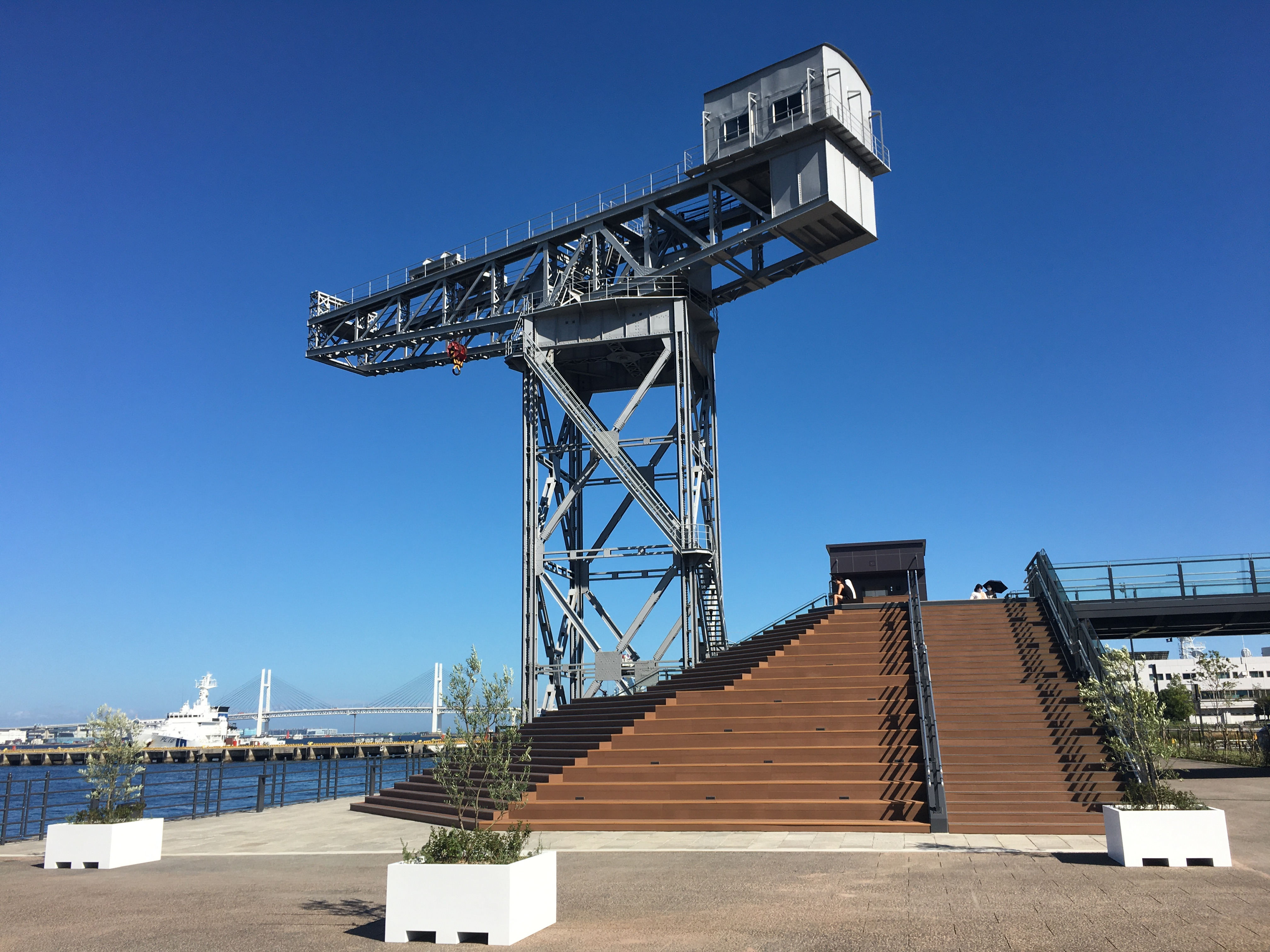
Żuraw młotowy, od którego pochodzi nazwa kompleksu